# Carlo Maciachini

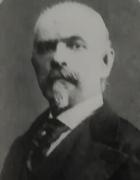
Carlo Maciachini

Carlo Francesco Maciachini oder Maciacchini (* 2. April 1818 in Induno Olona, Provinz Varese; † 10. Juni 1899 in Varese) war ein italienischer Architekt und Restaurator.

## Leben
Carlo Maciachini wurde am 2. April 1818 in Induno Olona in der Provinz Varese geboren. Nach seinem Studium an der Accademia di Brera in Mailand erhielt er einen Abschluss als Architekt. Zu seinem bekanntesten Projekt zählt der Monumentalfriedhof in Mailand (Cimitero Monumentale), der 1866 eröffnet wurde. Des Weiteren entwarf er zahlreiche Kirchengebäude und war an der Restaurierung bestehender Gotteshäuser in der Lombardei, in Venetien und in Friaul-Julisch Venetien beteiligt.
Carlo Maciachini starb am 10. Juni 1899 in Varese. Er wurde auf dem Mailänder Monumentalfriedhof beigesetzt.
Eine im Jahr 2003 eröffnete Haltestelle im Mailänder U-Bahnsystem (Metropolitana di Milano) wurde nach ihm benannt. 

## Bauprojekte
- Serbisch-orthodoxe Kirche Santissima Trinità e San Spiridione in Triest, 1861–1866
- Monumentalfriedhof in Mailand, 1863–1866
- Fassade der Kirche San Marco in Mailand, 1871
- Fassade der Kirche Santa Maria del Carmine in Mailand, 1880
- Kirche San Carlo Borromeo in Biasca, 1890–1897